# Bronisław Krzyżanowski (1906–1983)
Bronisław Krzyżanowski, ps. Bałtruk (ur. 7 lipca 1906 w Wilnie, zm. 20 grudnia 1983 we Wrocławiu) – dowódca oddziału „Baza-Miód”. Starszy syn Bronisława i Marii z Wojtkiewiczów.

## Życiorys
Absolwent Gimnazjum Humanistycznego im. Króla Zygmunta Augusta w Wilnie i Wydziałów Budownictwa Wodnego Politechniki Lwowskiej i Warszawskiej.
W czasie wojny, w jego domu w Ponaryszkach, mieszkała rodzina Eliasza Barana – żona Guta, Zeev (Włodek), Eli.
Aresztowany w Wilnie w 10 lipca 1946 roku. Wyrokiem z 4 kwietnia 1947 roku skazany na dziesięć lat łagrów w polarnej strefie ZSRR. Do roku 1948 był w łagrze Siewpieczłag. Od 11 listopada 1948 do 25 listopada 1954 w Łagrze Minłag. W 1954 roku przewieziony do Poćmy, skąd 25 kwietnia 1955 roku pod eskortą odstawiony do granicy polskiej.
Po przyjeździe do Polski przekazano mu odznaczenia przyznane w czasie wojny Krzyż Walecznych i Order Krzyża Virtuti Militari.
Odznaczony, wraz z żoną Heleną z Cywińskich Krzyżanowską, izraelskim medalem „Sprawiedliwy wśród Narodów Świata”. Swoje wspomnienia z czasów wojny, przesłuchań i sądu wojennego opisał w książce Wileński matecznik.
Po przyjeździe do Polski miał problemy ze znalezieniem pracy. Tłumaczył artykuły naukowe, książki. Ze swoim przyjacielem Włodzimierzem Zonnem przetłumaczył „Życie we wszechświecie” Michaela Williama Ovendena oraz książkę „Pseudonauka i pseudouczeni” Martina Gardnera.
Swoje wspomnienia z czasów II wojny światowej opisał w książce „Wileński matecznik”. Książka została wydana w 1979 roku przez Instytut Literacki w Paryżu. Wydanie pośmiertne z 1986 roku zostało przygotowane na podstawie nagranych wspomnień autora. Zawiera dodatek opisujący przebieg śledztwa, przesłuchań i sądu.